# Рябчиков, Лев Анатольевич
Лев Анатольевич Рябчиков (род. 13 июня 1942, Ярославль) — советский и российский писатель и поэт, журналист. Первый из живших на Украине русских писателей, удостоенный Международной премии имени М. А. Шолохова в области литературы и искусства. Заслуженный деятель искусств Автономной Республики Крым (2002).

## Биография
Окончил Ярославский государственный педагогический институт им. К. Д. Ушинского.
Работал в комсомольских газетах Ярославской области, Калмыцкой АССР, Крыма, в партийном издании «Крымская правда». Четверть века освещал на новостной ленте ТАСС и ИТАР-ТАСС события, происходившие в Крыму. Был главным редактором первой в СССР частной благотворительной газеты «Будем милосердны», а затем — «Мещанской газеты». Обозреватель газеты «Крымские известия».
Писать и печататься начал в школьном возрасте. Юмористические рассказы публиковались в «Литературной газете», «Учительской газете», других изданиях. Автор сборников публицистики, поэзии, книг для детей. Известные его оригинальные переводы «Крымских сонетов» Адама Мицкевича и озорных стихов украинского классика Степана Руданского. Публиковался также в энциклопедических антологиях «Душа России. Пятнадцать веков русской поэзии», «Прекрасны вы, брега Тавриды… Крым в русской поэзии» и других, в журналах «Сельская молодёжь», «Новая Юность», «Брега Тавриды», изданиях социалистических стран. Со стихами в книгах «Ты — дождь», «Синий день», выпущенных совместно издательствами «Советский писатель» и «Доля», включены их переводы на крымскотатарский, узбекский и украинский языки. Шолоховской премией отмечен в 2008 году за книгу стихов и прозы «Радость грусти».
В качестве ответственного редактора и автора текстов принимал участие в выпуске энциклопедических изданий «Крым. Русские» (Симферополь, издательство «Таврида», 2011) и «Российская Федерация. Украинцы» (Симферополь, 2013) из "Всемирной серии: «Народы и времена».

## Общественная деятельность
- Действительный член Крымской литературной академии, её президент.
- Член исполкома Международного сообщества писательских союзов — правопреемника Союза писателей СССР.
- Вице-президент Клуба детских писателей Крыма.
- Директор регионального отделения Республики Крым Общероссийского литературного сообщества
- Директор Крымского регионального отделения Литературного сообщества писателей России
- Заместитель председателя Союза писателей Республики Крым

## Произведения
- Избранная осень. — Симферополь: Таврида, 1996. − 112 с. ISBN 5-7707-6227-6
- Прощеное воскресенье: Стихи. — Симферополь: Таврида, 2002. — 112 с. ISBN 966-572-231-X
- Одинокий ангел: избранные прописи и черновики. — Симферополь: Таврия, 2004. — 151 с. — ISBN 966-572-584-X
- Эрогенная зона: баллады и пасторали. — Симферополь: [б. и.], 2004. — 80 с. ISBN 5-7780-1005-2
- Свет дождя: новая книга лирики преимущественно для взрослых; Тёплый кот: стихи на вырост — для тех, кто всё время растёт. — Симферополь: Таврия, 2006. — 105; 69 с. — ISBN 966-435-024-9
- По тёплым дорогам Крыма: путеводитель для юных туристов в стихах и прозе. — Феодосия: Арт Лайф, 2006. — 48 с. ISBN 966-8803-08-6
- Радость грусти: изборник стихов и воспоминаний. — Симферополь: Таврия, 2007. — 191 с. — ISBN 978-966-435-136-9
- Первый путь потомственного железнодорожника Альберта Жумыкина. — [Симферополь]: [б. и.], [2008]. — 63 с.
- Ты — дождь. — М.: Советский писатель; Симферополь: Доля, 2009. — 119 с. — ISBN 978-5-265-06425-7
- Синий день. — М.: Советский писатель; Симферополь: Доля. 2009. −132 с. ISBN 978-5-265-06422-6? ISBN 978-966-366-280-0
- Свежесть. — Симферополь-Москва; Доля. «Золотая серия Крымской литературной академии», 2011. — 184 с. ISBN 978-966-366-483-5? ISBN 978-5-265-06448-6
- 7/10 века. — Симферополь, Доля. — 2012. — 144 с. ISBN 978-966-366-556-6
- Зари осенней снегири. Поэзия и проза. -Симферополь, Доля. — 2012. — 308 с. ISBN 978-966-366-569-6
- Новые марсиане. Рассказы и повесть. — Симферополь, СГТ. «Дар». — 2013. — 96 с. ISBN 978-966-174-194-1
- Красное смещение. (Воспоминаний жёсткая трава). Стихотворения и поэмы. — Симферополь, СГТ. «Дар». — 2013. — 116 с. ISBN 978-966-174-195-8
- Цветенье ранних соловьёв.Избранное. Золотая серия Крымской литературной академии. -Симферополь  ООО СГТ, ИП "Дар" - 2014 - 140 с.
- Любовь к шаровой молнии. Стихи из философских и других тетрадей. Симферополь ООО "Форма", ТПО "Вариант", 2017. - 132 с.
- Солдаты Победы. Один день на фронте. Севастопольский вальс. Редактор, составитель, автор ряда очерков и стихотворений. Симферополь, 2015. - 376 с. фото

Публикации о творчестве Л. Рябчикова — в газетах «Крымская правда», «Крымские известия», «Флаг Родины» (издание Черноморского флота РФ), альманах «Манускрипт».

## Награды
- Звание «Заслуженный деятель искусств Автономной Республики Крым» (2002)
- Почётная грамота Президиума Верховной Рады Автономной Республики Крым (2012)[1]
- Международная литературная премия имени А. И. Домбровского (2004, за философскую лирику и сохранение традиций А. И. Домбровского в деятельности Союза русских, украинских и белорусских писателей АРК)
- Международная премия имени М. А. Шолохова в области литературы и искусства (2008, за книгу «Радость грусти»)
- Орден «За верность Мечте». Международная виртуальная награда Крымской литературной академии
- Медаль ЦК КПРФ «60 лет Победы в Великой Отечественной войне»
- Медаль ЦК КПРФ "Дети войны".
- Медаль ЦК КПРФ "100 лет Великой Октябрьской социалистической революции"
- Знак "Ветеран КПРФ"
- Лауреатский диплом и приз "Доброе слово" Министерства внутренних дел РФ